# Pallacanestro ai V Giochi asiatici
La pallacanestro ai Giochi asiatici 1966 si è svolta dal 10 al 19 dicembre a Bangkok, in Thailandia. Il torneo ha visto coinvolte 11 nazioni.

## Classifica finale

### Maschile
| Pos.    | Squadra         | Formazione |
| ------- | --------------- | --- |
| Oro     | Israele         | IsraeleAvidan, Cohen-Mintz, Volodarsky, Dekel, Eshed, Gutt, Kaminsky, Lubezki, Shachar, Shelef, Starkman, Zeiger, All. Shimon Shelah                      |
| Argento | Thailandia      | ThailandiaCheepluesak, Panturat, Puatusnanan, Saechua, Seriwat, Srirat, Srisavaet, Supachitranan, Tohbundit, Tubtawee, Vichitsrawong, Vongwailert, All. - |
| Bronzo  | Corea del Sud   | Corea del SudChoe, Ha, Kim C., Kim I., Kim M., Kim Y., Lee Byeong-gu, Lee Byeong-guk, Lee I., Park, Sin D., Sin H., All. Sin Bong-ho                      |
| 4.      | Giappone        | |
| 5.      | Taiwan          | |
| 6.      | Filippine       | |
| 7.      | Iran            | |
| 8.      | Malaysia        | |
| 9.      | Vietnam del Sud | |
| 10.     | Ceylon          | |
| 11.     | Birmania        | |